# میکل اندرسن
میکل اندرسن (انگلیسی: Mikkel Andersen؛ زادهٔ ۱۷ دسامبر ۱۹۸۸) بازیکن فوتبال اهل دانمارک است 
که در باشگاه فوتبال میتیولن بازی می‌کند.
از باشگاه‌هایی که در آن بازی کرده‌است می‌توان به باشگاه فوتبال برایتون اند هوو آلبیون، باشگاه فوتبال پورتسموث، باشگاه فوتبال راندرس، باشگاه فوتبال میتیولن، باشگاه فوتبال تورکی یونایتد، باشگاه فوتبال برنتفورد، باشگاه فوتبال بریستول راورز، و باشگاه فوتبال ردینگ اشاره کرد.